# Destiny Angel
Destiny Angel is een personage uit Gerry Andersons supermarionation-sciencefictionserie Captain Scarlet and the Mysterons en de digitaal geanimeerde remake New Captain Scarlet.
Destiny Angel is een piloot van Spectrum, en de leider van een groep pilotes genaamd de Angels. Haar stem werd in de originele serie gedaan door Elizabeth Morgan, en in de nieuwe serie door Emma Tate.

## Captain Scarlet and the Mysterons

### Achtergrond
In de originele serie is Destiny Angels echte naam Juliette Pontoin. Ze werd geboren op 23 augustus 2040 in Parijs. Haar vader stuurde haar naar een Parijs convent waar ze haar opleiding volgde. In 2057 ging ze naar de Universiteit van Rome. Hoewel ze van haar opleiding genoot, wilde ze een avontuurlijk sociaal leven. Hierdoor haalde ze alleen haar opleiding voor telecommunicatie en weercontrole. Hiermee ging ze bij de World Army Air Force (W.A.A.F) in 2060.
Vanwege haar ongewone kwaliteiten, werd Juliette overgeplaatst naar de W.A.A.F Intelligence Corps. Hier begon ze training tot piloot, iets wat haar goed bleek te liggen. Ze werd gepromoveerd door W.A.A.F-officials tot commandant van een nieuw Equal Oppourtunities programma: een gevechtseskader dat geheel uit vrouwelijke piloten bestond. Juliette bleek zeer goed in luchtgevechtstactieken en had sterke leiderskwaliteiten. Daardoor werd ze de beste piloot van de W.A.A.F. Echter, na slechts drie jaar in de W.A.A.F besloot Juliette te vertrekken vanwege het gebrek aan persoonlijke vrijheid en het strikte regime van de luchtmacht. Ze begon haar eigen firma van vliegende koeriers.
In 2065 werd Juliette benaderd door Spectrum met het verzoek gevechtspiloot te worden met de codenaam Destiny Angel. Ze accepteerde dit meteen.

### Afleveringen
Destiny Angel doet in de volgende afleveringen van de originele serie mee:
- "The Mystersons"
- "Winged Assassin"
- "Big Ben Strikes Again"
- "Avalanche"
- "White as Snow"
- "Operation Time"
- "Spectrum Strikes Back"
- "Point 783"
- "Model Spy"
- "Seek and Destroy"
- "Shadow of Fear"
- "Dangerous Rendezvous"
- "Treble Cross"
- "Flight 104"
- "Place of Angels"
- "Expo 2068"
- "The Launching"
- "Codename Europa"
- "Inferno"
- "Traitor"
- "Flight to Atlantica"
- "Attack On Cloudbase"

## New Captain Scarlet
In de remakeserie uit 2005 is Destiny Angels echte naam Simone Giraudoux. Ze is in deze serie half Frans, half Brits, en geboren in Silicon Valley, Californië. Ze is een voormalige United States Air Force piloot en ISA astronaut. In de serie had ze een relatie met Captain Black, totdat hij een Mysteronagent werd. Later in de serie kreeg ze een relatie met Captain Scarlet.